# Jánossy Lajos-díj
Az Eötvös Loránd Fizikai Társulat Jánossy Lajos-díjat adományoz annak a tagjának, aki az elméleti és kísérleti kutatások területén kimagasló eredményt ért el. A díj névadója Jánossy Lajos (1912–1978) Kossuth-díjas fizikus, asztrofizikus, matematikus, a Magyar Tudományos Akadémia tagja.

## Díjazottak
- 1994 Deák Ferenc
- 1995 -
- 1996 -
- 1997 -
- 1998 -
- 1999 Lévai Géza
- 2000 -
- 2001 -
- 2002 Fáth Gábor
- 2003 -
- 2004 -
- 2005 Horváth Ákos
- 2006 -
- 2007 Jánosi Imre
- 2008 Kun Ferenc
- 2009 Siklér Ferenc
- 2010 Juhász Róbert
- 2011 László András
- 2012 Barnaföldi Gergely
- 2013 Varga Dezső
- 2014 -
- 2015 -
- 2016 Kormos Márton
- 2017 Török János
- 2018 Opitz Andrea
- 2019 –
- 2020 Pásztor Gabriella
- 2021 Csanád Máté